# Simone Pepe
Simone Pepe, född 30 augusti 1983, är en italiensk före detta fotbollsspelare (mittfältare). Pepe debuterade i det italienska landslaget 2008 och deltog i VM 2010.

## Klubbkarriär
Pepe började som ung spela fotboll i Roma. I januari 2002 blev han utlånad till Lecco och i juni 2002 till Teramo.

### Palermo
Sommaren 2003 blev Palermo delägare av Pepe som under sin första säsong i klubben gjorde ett mål, året då Palermo vann Serie B. Pepe blev utlånad till Piacenza i juli 2004, då Palermo ansåg att han behövde få mer erfarenhet innan han skulle få spela i Serie A. 31 augusti 2004 sålde Roma resten av spelarens kontrakt till Palermo. I Piacenza så stod han för sin karriärs hittills bästa säsong målmässigt då han gjorde 12 mål på 29 matcher.
I juni 2005 kom han tillbaka till Palermo för att ersätta Luca Toni som sålts till Fiorentina. Efter att endast fått spela i 6 matcher, utan att ha lyckats göra mål, så lämnade Pepe klubben under transferfönstret i januari.

### Udinese
Pepe lämnade Palermo för Udinese tillsammans med lagkamraterna Salvatore Masiello och Nicola Santoni. Under våren blev det 6 matcher i ligaspelet. I juli 2006 lånades Pepe ut till Cagliari då Udinese tog tillbaka Asamoah Gyan som varit utlånad till Modena. I Cagliari så lyckades Pepe äntligen göra sitt första Serie A mål i sin 23:e Serie A match. Det gjorde han 18 november 2006 mot sin forna klubb Palermo. I oktober 2007 förlängde Pepe sitt kontrakt med Udinese till 2012 tillsammans med Andrea Dossena, Cristián Zapata och Roman Eremenko. Efter att Asamoah Gyan lämnade klubben under sommaren 2008 lyckades Pepe slå sig in i startelvan och gjorde 55 matcher dem nästkommande två åren.

### Juventus
9 juni 2010 meddelade Juventus att man lånar Pepe från Udinese med en option på att köpa honom efter säsongen.
22 juni 2011 utnyttjade Juventus sin option på Pepe och köpte även loss Marco Motta som även han var på lån från Udinese. I början av säsongen bildade Pepe en väldigt vass högerkant tillsammans med Stephan Lichtsteiner, då han gjorde 4 mål och 2 assister på de inledande 10 matcherna. 29 november 2011 gjorde Pepe ett mycket viktigt mål mot Napoli som innebar att Juventus svit på 12 matcher utan förlust höll sig intakt. Det var även första gången Pepe gjorde mål i fler än två matcher i följd.

## Internationellt
Simone Pepe har blivit uttagen till U17, U19 och U20 landslaget. Trots att han inte hade så stor rutin från Serie A fotboll så blev han uttagen till Italiens U21 lag för att spela U21-EM 2006, dock utan att få någon speltid. Han gjorde debut i Italiens A-landslag 11 oktober 2008 i VM-kval matchen mot Bulgarien.